# Liste des projets autoroutiers en France
La liste des projets autoroutiers en France recense les noms et les descriptions des projets d'autoroutes françaises. Il peut s'agir de projets de création d'autoroute, de prolongement, d'élargissement ou de déclassement.

## Historique
Les premiers projets autoroutiers français apparaissent durant l'entre-deux-guerres, après s'être développés ailleurs en Europe, notamment en Allemagne, et aux États-Unis. Plusieurs projets de création de radiales et de routes circulaires autour de Paris sont imaginés mais reçoivent un faible soutien de l'État qui préfère entretenir et améliorer son « admirable réseau routier ». Trois sont dans des phases d'étude avancées : l'autoroute de l'ouest (future A12 et A13), l'autoroute du nord et l'autoroute du sud. Certains de ces projets sont présents dans le plan Prost dont la mise en œuvre est arrêtée lorsque commence la Seconde Guerre mondiale.
En septembre 2023, en réponse aux critiques concernant la construction de l'autoroute A69, le ministre délégué chargé des Transports Clément Beaune annonce que l'ensemble des projets autoroutiers seraient revus et que certains seraient abandonnés. En 2024, aucune annonce globale n'a été faite, son successeur Patrice Vergriete décide d'annoncer au cas par cas les évolutions de chaque projet en concertation avec les élus locaux.

## Recensement des projets autoroutiers
Les projets autoroutiers sont présentés non exhaustivement par ordre croissant puis par ordre alphabétique.

### En cours de réalisation
- A35 : élargissement à 2 × 3 voies dans le cadre du projet « Aménagements pour l’amélioration des accès autoroute-agglomération des 3 Frontières » (5A3F) entre Saint-Louis et la frontière suisse. Les travaux débutent en 2024 pour une mise en service prévue pour 2027[4].

- A69 : création d'une nouvelle autoroute dans le prolongement de l'A680 permettant de relier Toulouse et Castres à proximité de la RN 126. Les travaux débutent en 2023 pour une mise en service intitialement prévue pour 2025 mais repoussée à 2026[5],[6],[7]. En février 2025, le tribunal administratif de Toulouse annule l’arrêté préfectoral autorisant le chantier de l'autoroute, ce qui le contraint à s'interrompre[8]. La reprise du chantier est à nouveau autorisée en mai 2025 mais la décision définitive de la cour d'appel ne sera rendue qu'en 2026[9].

### Déclarés d'utilité publique
- A10 : élargissement à 2 × 3 voies entre Veigné et Poitiers. Les travaux jusqu'à Poitiers-nord doivent débuter en 2025 pour une mise en service prévue pour 2030. Ils devront ensuite se poursuivre jusqu'à Poitiers-sud au croisement avec la RN 10[10],[11].
- A13 :  élargissement à 2 × 3 voies entre Bourneville et Beuzeville, ainsi qu'entre Dozulé et Banneville-la-Campagne au niveau de l'échangeur avec l'A813[12].
- A120 : création d'une nouvelle autoroute par la mise aux normes autoroutières de la RN 12 au nord de Dreux dans le cadre du projet d'autoroute A154. La mise en service est prévue pour 2027[13].
- A133 : création d'une nouvelle autoroute entre Quincampoix et Incarville dans le cadre du projet de contournement est de Rouen. La mise en service est prévue pour 2031[14],[15].
- A134 : création d'une nouvelle autoroute entre Gouy et Saint-Étienne-du-Rouvray dans le cadre du projet de contournement est de Rouen. La mise en service est prévue pour 2031[14],[15].

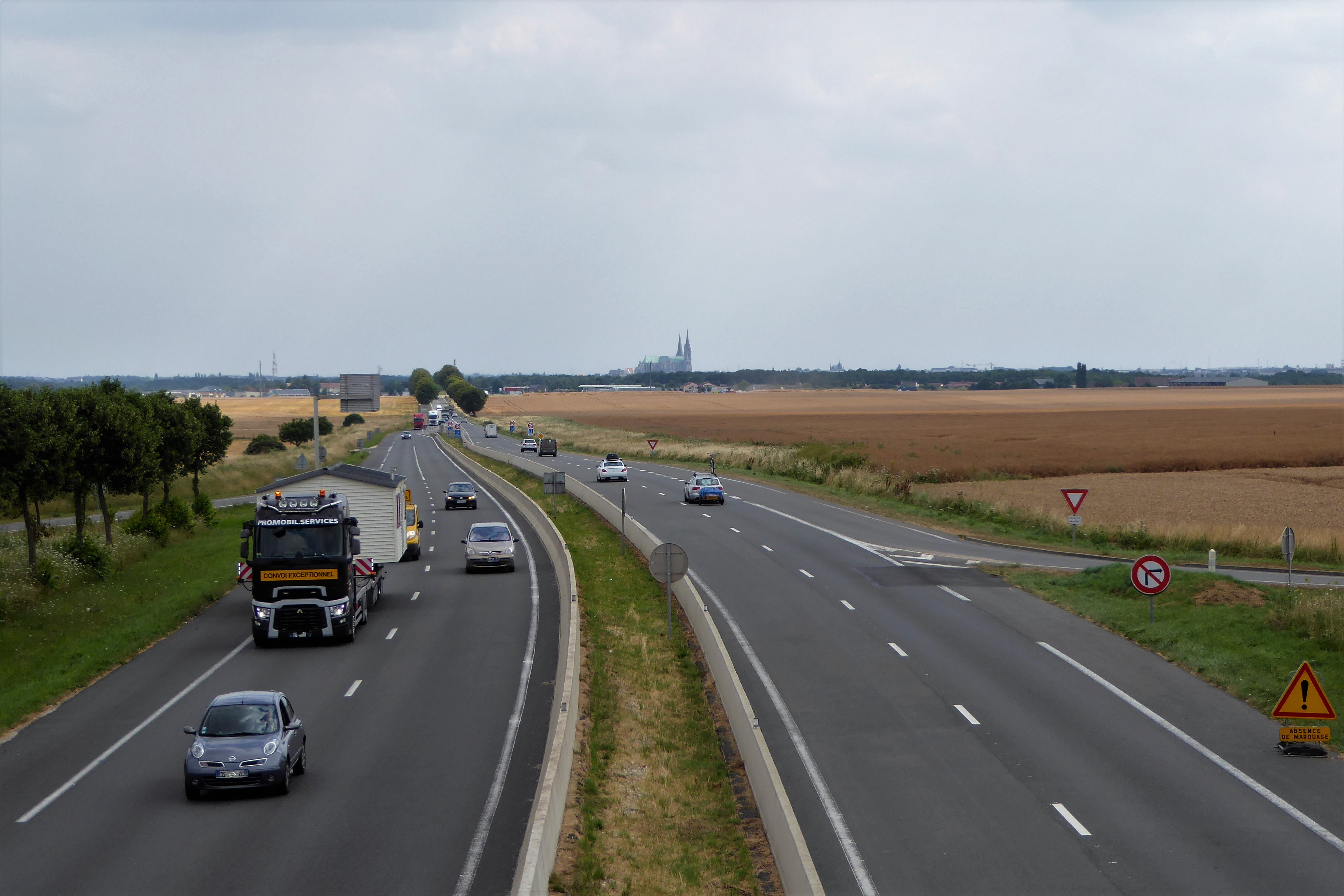
La RN 154 près de Chartres.

- A154 : prolongement de Nonancourt jusqu'à Allaines-Mervilliers par la mise aux normes autoroutières de la RN 154. La mise en service est prévue pour 2027[16].
- A412 : création d'une nouvelle autoroute entre Machilly et Thonon-les-Bains. Les travaux devraient débuter en 2026 pour une mise en service en 2029[17],[18].

### En attente d'acceptation
- A30 : élargissement à 2 × 3 voies dans le cadre du projet d'autoroute A31 bis entre Richemont et Fameck[19].
- A31 : élargissement à 2 × 3 voies dans le cadre du projet d'autoroute A31 bis entre Thionville et la frontière luxembourgeoise[19].
- A31 bis : création d'une autoroute entre Fameck et Thionville afin de relier l’A30 et l'A31[20],[21],[22],[23].
- A54 : contournement d'Arles afin de décharger la RN 572 et la RN 113 qui traversent la ville[21],[22].

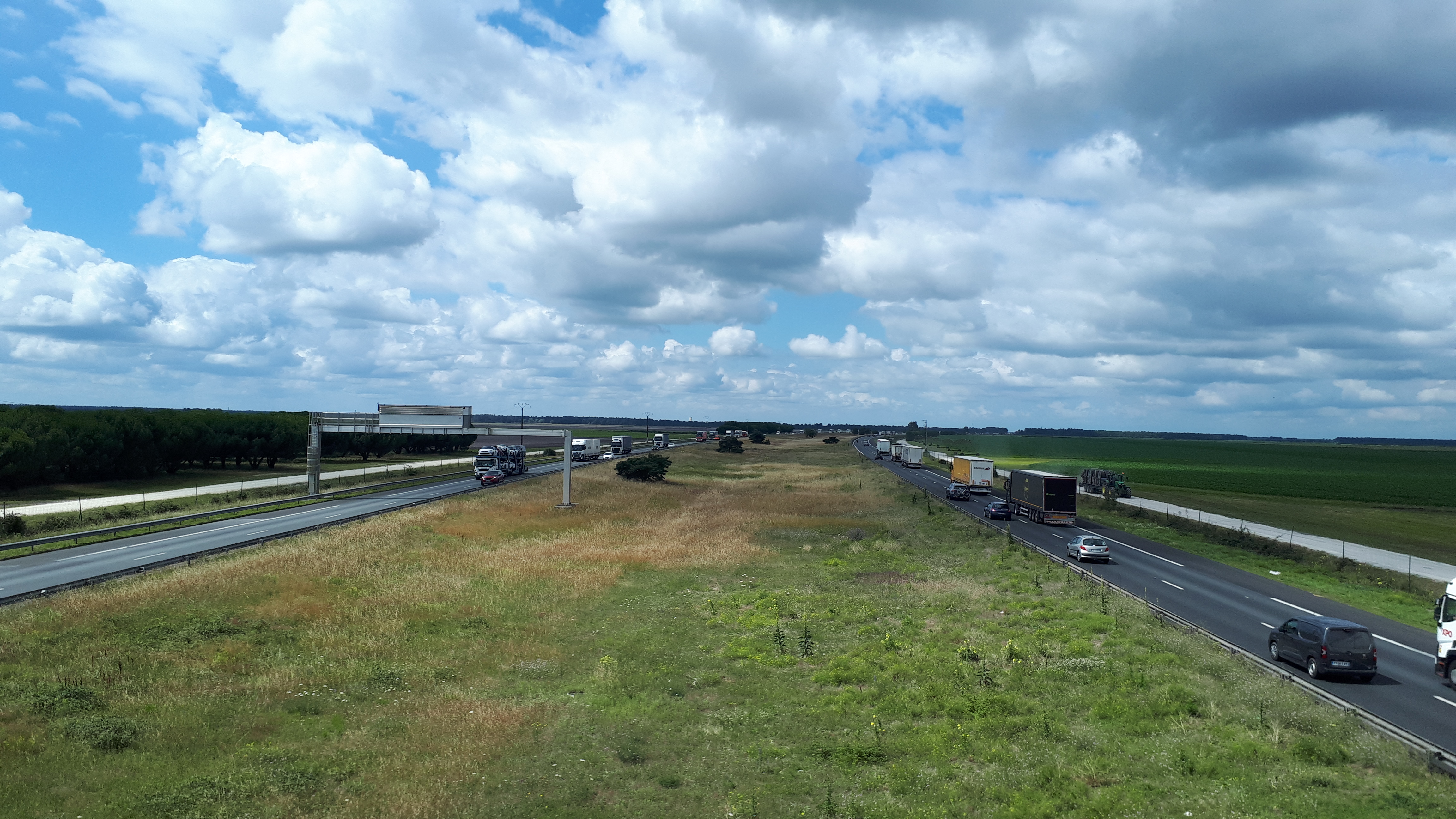
L'A63 à Cestas devrait être élargie à.

- A63 : élargissement à 2 × 3 voies entre Bordeaux et Salles avec péage sur 35 km ou sans péage sur 7 km[21],[22].

### Projets abandonnés ou en suspens
- B1 : projet abandonné en 1997 de création d'une autoroute entre La Courneuve et Moisselles. Le tronçon construit entre l'A86 et l'A1 est intégré à l'A16[24].

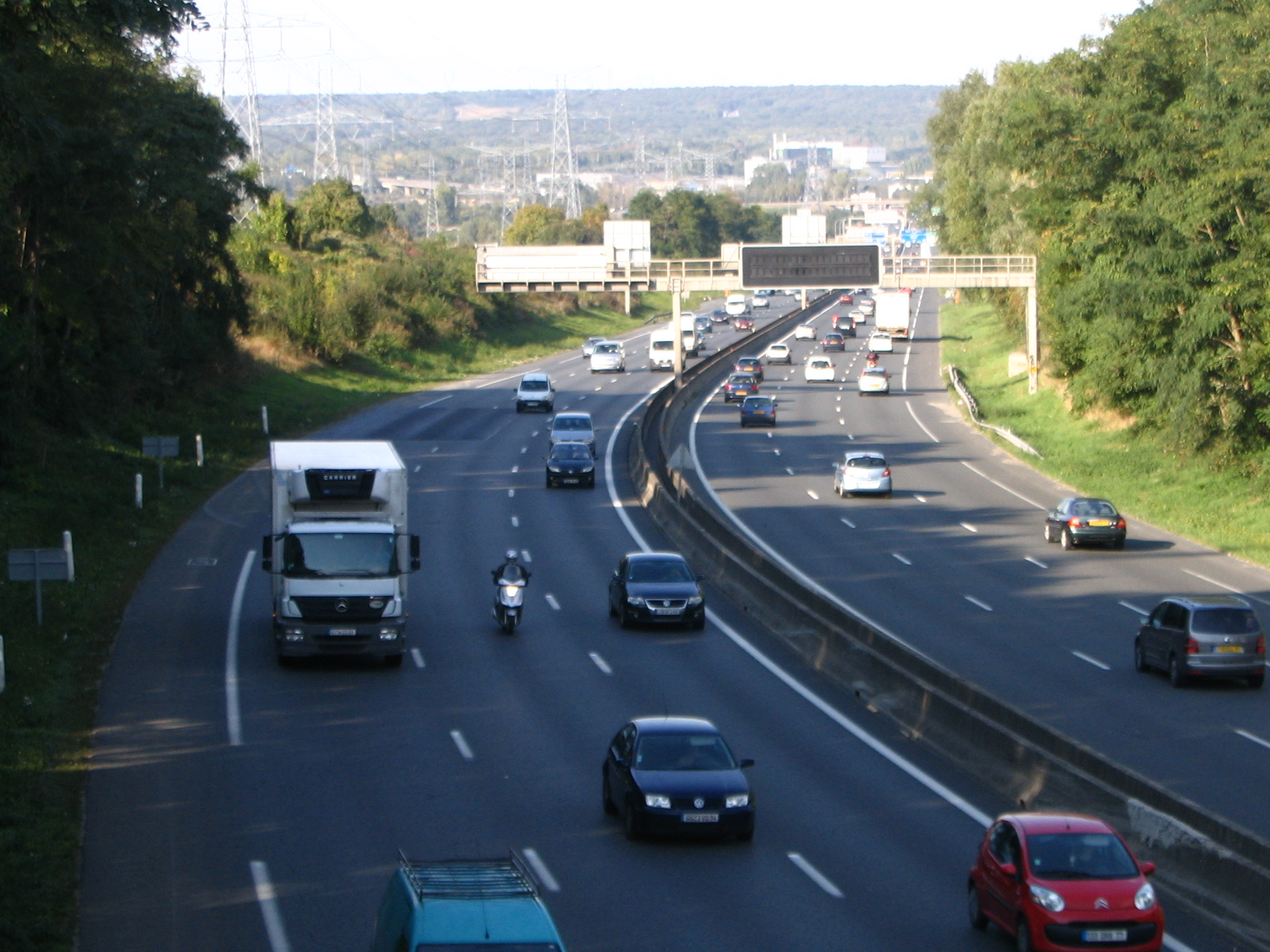
Tronçon de l'A104 à Torcy qui faisait partie du projet de la G4.

- F2 : projet abandonné en 1976 de création d'une autoroute entre l'A3 et la frontière belge. Le tronçon construit entre Le Blanc-Mesnil et Dammartin-en-Goële est intégré à la RN 2[24]. Certaines portions seront intégrées à l'A104, d'autres qui l'étaient déjà le seront à l'A170[25].

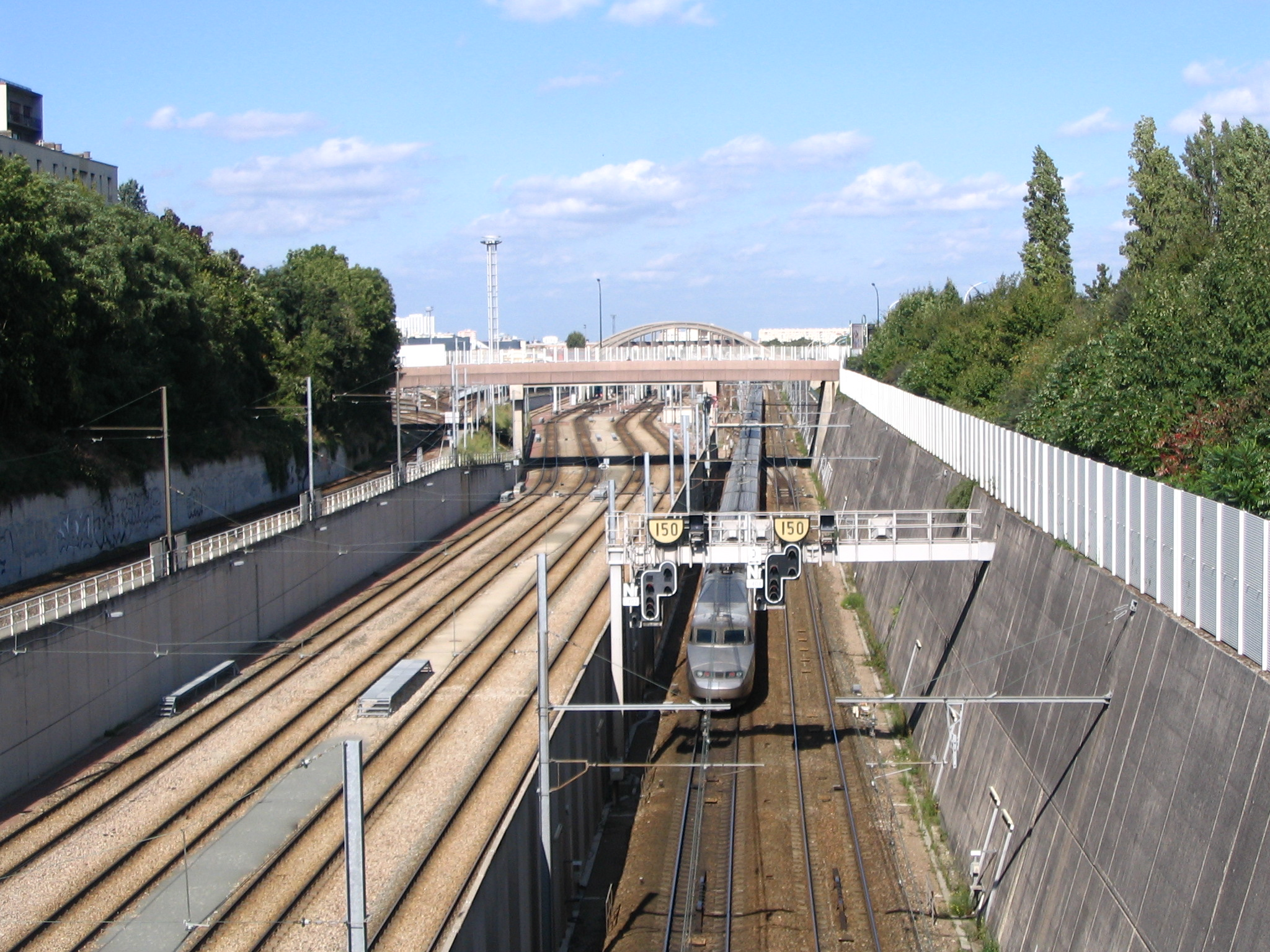
La LGV Atlantique, ici à Bagneux, utilise les emprises qui auraient dû servir au prolongement de l'A10.

- A3 : projet abandonné de prolongement jusqu'à Neuilly-sur-Marne au niveau de l'A87, puis jusqu'à Meaux voire Château-Thierry et Reims[24].
- C3 : projet abandonné en 1976 de création d'une autoroute entre Livry-Gargan et Rosny-sous-Bois au niveau de l'A3[24].
- F3 : projet abandonné en 1976 de création d'une autoroute entre Paris au niveau de la porte de Pantin et Livry-Gargan[24].

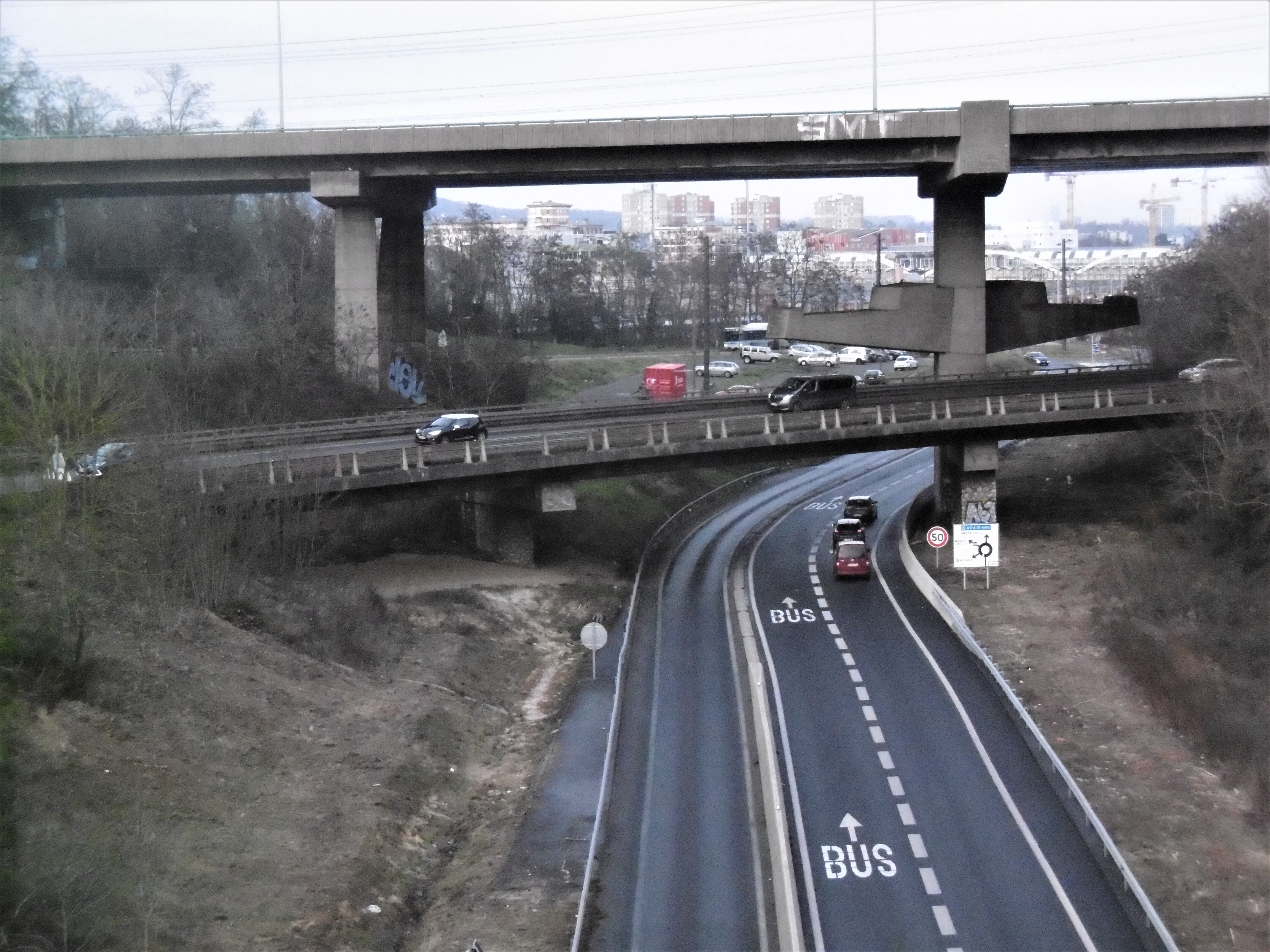
L'échangeur inachevé de Palaiseau est un reliquat des projets abandonnés de l'A10 et de l'A87.

- H3 : projet abandonné de création d'une autoroute entre Noisy-le-Grand et l'A104. La section entre Noisy-le-Grand  et Torcy est devenue l'A199 qui a été déclassée en RD 199. Le raccordement avec l'A104 n'a jamais été construit[24].
- A4/A86 : projet abandonné d'élargissement à 2 × 5 voies[26].
- B4 : projet abandonné en 1974 de création d'une autoroute entre Villepinte au niveau de l'A87 et Montceaux-lès-Meaux au niveau de l'A4[24]. Il existe un autre projet abandonné en 1994 de création d'une autoroute entre Roissy-en-France au niveau de l'A1 et Montceaux-lès-Meaux au niveau de l'A4[24].
- C4 : projet abandonné en 1984 de création d'une autoroute entre l'A87 et la C5. Des variantes la font commencer à Neuilly-sur-Marne ou Montfermeil, et terminer à Chessy, Lagny-sur-Marne ou Magny-le-Hongre[24].

- G4 : projet abandonné en 1976 de création d'une autoroute du Mesnil-Amelot à Claye-Souilly puis du Mesnil-Amelot à Collégien au niveau de l'A4 et enfin de Mitry-Mory au niveau de la F2 à Collégien au niveau de l'A4. Ce dernier tronçon est intégré à l'A104[24].
- A5 : projet abandonné de prolongement jusqu'à Paris au niveau de la porte d'Italie[27],[28],[24].
- B5 : projet abandonné de création d'une autoroute entre l'A86 au niveau du carrefour Pompadour et Limeil-Brévannes au niveau de l'A87. La section construite entre l'A86 et Bonneuil-sur-Marne a été reclassée en RN 406[24].
- C5 : projet abandonné d'une autoroute entre l'A1 et la B4, puis entre l'A6 et l'A5 et finalement entre l'A1 et l'A6 en passant par l'A4 et l'A5[24].
- F5 : projet abandonné en 1976 de création d'une autoroute entre Melun et Châtillon-la-Borde[24].
- G5 : projet abandonné en 1976 de création d'une autoroute entre Montgeron au niveau du croisement entre l'A5 et l'A87, et Soisy-sur-Seine[24].
- C6 : projet abandonné en 1976 de création d'une autoroute entre Wissous et Fontainebleau en passant par Arpajon par le remplacement de la RN 20 existante. La section construite entre Wissous et Longjumeau a été intégrée à l'A10[29],[24].

- A10 : projet abandonné de prolongement de Palaiseau à Paris jusqu'à la porte de Vanves voire jusqu'à la place de Catalogne[24],[30],[28]. Les emprises sont utilisées pour la construction de la LGV Atlantique sur laquelle est aménagée la promenade départementale des Vallons-de-la-Bièvre[Note 2],[31],[32].

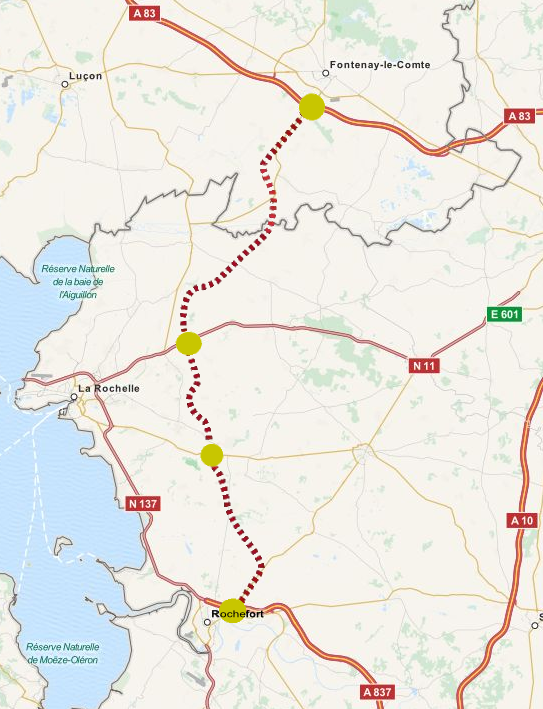
Tracé de l'A831 avant son abandon.

- A12 : projet abandonné en 2013 de prolongement de Trappes à Allainville au niveau de l'A10 par le remplacement de la RN 10 existante[33],[24].
- B12 : projet abandonné en 1976 de création d'une autoroute entre Saint-Illiers-la-Ville et Neauphle-le-Vieux[24], et plus tard, dans les années 1980, entre Guyancourt et Palaiseau[34],[35].
- A13 : prolongement de Caen à Cherbourg-en-Cotentin par la mise aux normes autoroutières de la RN 13 déjà aménagée en 2 × 2 voies[36].
- F13 : projet abandonné en 1976 de création d'une autoroute entre Garches et Saint-Cloud[24].
- A15 : projet abandonné de création d'une autoroute entre Paris au niveau de la porte de Clichy et Pontoise, puis projet abandonné d'un prolongement jusqu'à Mantes-la-Jolie[24].
- B15 : projet abandonné de création d'une autoroute entre Paris au niveau de la porte d'Asnières et Herblay-sur-Seine au niveau de l'A15[24].
- C15 : projet abandonné de création d'une autoroute entre Nucourt au niveau de l'A15 et Mantes-la-Jolie au niveau de l'A13. Le tronçon construit permettant de dévier Limay a été intégré à la RN 183[24].
- A16 : projet abandonné de prolongement jusqu'à Paris au niveau du Boulevard périphérique[28]. Dans les années 1970, il est envisagé de prolonger l'A16 jusqu'à l'A1, le tronçon A1-A86 étant déjà construit[37], mais ce projet est également abandonné[38].
- B16 : projet abandonné en 1976 de création d'une autoroute entre Villeneuve-la-Garenne au niveau de l'A86 et Domont, puis entre Moisselles au niveau de l'A16 et Sarcelles au niveau de l'A87. Seul le tronçon entre Domont et Saint-Brice-sous-Forêt a été construit[24].
- A17 : projet abandonné en 1973 de création d'une autoroute entre Paris au niveau de la porte de Vincennes et Fontenay-sous-Bois au niveau de l'A86 ou Noisy-le-Grand au niveau de l'A4 et de l'A87, puis seulement entre Fontenay-sous-Bois et Noisy-le-Grand[39],[40],[28],[24].
- A18 : projet abandonné en 1976 de création d'une autoroute qui doit commencer à Paris au niveau du quai de Grenelle et se terminer à Marnes-la-Coquette, Versailles, Vélizy-Villacoublay ou Le Chesnay, en passant par le quai d'Issy-les-Moulineaux[41],[28],[24].
- B18 : projet abandonné en 1976 de création d'une autoroute entre Paris au niveau du quai d'Issy-les-Moulineaux et Châtenay-Malabry[24].
- A19 : projet abandonné de création d'une autoroute entre Paris au niveau de la porte d'Italie et Melun. Ce projet a été intégré à l'A5. Il existe un autre projet abandonnée en 1965 de création d'une autoroute entre Paris au niveau de la porte de Passy et Rueil-Malmaison au niveau de l'A86[24].
- A24 : projet abandonné de création d'une autoroute entre Amiens, Lille et la frontière belge[22].
- A26 : prolongement de l'A26 passant par Troyes, Auxerre et Bourges dans le cadre du grand contournement de Paris[42].
- A32 : projet abandonné en 2010 de création d'une autoroute entre Toul et la frontière luxembourgeoise[43].
- A45 : projet abandonné en 2018 de création d’une nouvelle autoroute entre Lyon et Saint-Étienne[22],[44].
- A51 : projet abandonné qui aurait permis la jonction des tronçons nord et sud entre Saint-Martin-de-la-Cluze et Sisteron et passant par Gap[22].
- A55 : prolongement de Martigues à Arles jusqu'à l'A54[45].
- A56 : création d'une autoroute entre Salon-de-Provence et Fos-sur-Mer par la mise aux normes autoroutières de la RN 569 pour permettre la liaison entre les autoroutes A54 et A55[22].
- A58 : projet abandonné en 2006 de création d'une autoroute entre Mandelieu-la-Napoule et La Turbie[46].
- A63 : projet abandonné de prolongement de Pessac à Bordeaux jusqu'aux boulevards[47].
- A68 : prolongement de Toulouse à Lyon en passant par Albi[48].
- A81 : projet abandonné en 2014 de prolongement jusqu'à Brest par la mise aux normes autoroutières de la RN 12[49].
- A82 : projet abandonné en 2014 de prolongement de Nantes à Brest par la mise aux normes autoroutières de la RN 165[49].
- A83 : prolongement de La Crèche à Limoges[50].
- A84 : projet abandonné en 2015 d'un contournement est d'Avranches qui aurait déchargé la RN 175[51]. Projet abandonné en 2014 de prolongement de Rennes à Nantes par la mise aux normes autoroutières de la RN 137[49]. Le contournement est de Rennes, également prévu dans ce projet-ci, est abandonné en 2015[52].
- A86 : projet abandonné en 1981 de prolongement à travers le marché d'intérêt national de Rungis en viaduc sur la commune de Chevilly-Larue[Note 3],[53].
- B86 : projet partiellement abandonné en 1976 puis définitivement en 1984 de construction d'une autoroute dont l'itinéraire a beaucoup évolué : Aubervilliers à Noisy-le-Sec, La Courneuve à Fontenay-sous-Bois au niveau de l'A17, La Courneuve à Noisy-le-Grand au niveau de l'A4, Romainville au niveau de l'A3 à Noisy-le-Grand[24]. Le tronçon construit à Montreuil est devenu l'A186.

- A87 : projet abandonné de création d'une rocade au-delà de l'A86[54]. Le tronçon construit entre Palaiseau et Chilly-Mazarin est renommé A126[55], celui entre Villepinte et Gonesse a été intégré à l'A104 et son prolongement à l'ouest est nommé Avenue du Parisis[Note 4],[24].
- A88 : prolongement de Falaise à Caen par la mise aux normes autoroutières de la RN 158 jusqu'au boulevard périphérique de Caen[56].
- A88 : projet abandonné de création d'une autoroute entre l'A1 et l'A10 en contournant l'agglomération parisienne par l'ouest[57].
- A103 : projet abandonné de prolongement jusqu'à Champs-sur-Marne au niveau de l'A4[58].
- A104 : prolongement de la Francilienne dans les Yvelines jusqu'à l'A13[59].
- A110 : projet abandonné de création d'une autoroute entre Ablis et Tours pour décharger l'A10 et éviter la traversée de Tours[60].
- A112 : projet abandonné de création d'une autoroute entre l'A12 et l'A86 afin de contourner le duplex A86 interdit à certains véhicules[61],[62].
- A147 : création d'une autoroute par la mise aux normes autoroutières de la RN 147[22].
- A260 : projet abandonné en 2012 de création d'une autoroute entre l'A16 et l'A26 par la mise aux normes autoroutières de la RN 42[63].
- A319 : création d'une autoroute afin de relier l'A5 et l'A31 au sud de Langres à Vesoul en remplaçant ou doublant la RN 19[22].
- A432 : prolongement de la rocade de Saint-Laurent-de-Mure à l'A7 pour décharger l'A46[64].
- A585 : projet abandonné de création d'une autoroute entre Digne-les-Bains et l'A51[65],[66].
- A650 : projet abandonné de création d'une autoroute entre Pau et Oloron-Sainte-Marie[67].
- A750 : prolongement de Saint-Georges-d'Orques à Montpellier par la mise aux normes autoroutières de la RN 109[45].
- A810 : projet abandonné de création d'une autoroute par la mise aux normes autoroutières de la RN 11 et de la RN 248[68],[69].
- A813 : prolongement de Frénouville à Rocquancourt au niveau de la RN 158 et création d'un raccordement avec le boulevard périphérique afin d'achever le contournement sud de Caen[70].

- A831 : projet abandonné en 2015 de création d'une autoroute entre Rochefort et Fontenay-le-Comte[71]. Elle aurait permis de relier l'A837 au sud et l'A83 au nord, et aurait constitué l'un des maillons de la route des Estuaires[72].
- Contournement de Bordeaux : création d'une autoroute qui contourne l'agglomération bordelaise afin de décharger la rocade[22],[73].
- Contournement de Lyon : création d'une autoroute qui contourne l'agglomération lyonnaise afin de réduire la traversée du centre-ville[22].
- Liaison Est-Ouest d'Avignon : création d'une autoroute qui contourne l'agglomération avignonnaise[22].
- Projet d'autoroute Lyon - Évian : projet de création d'une autoroute entre Lyon et Évian-les-Bains proposé par la Compagnie des Autoroutes du Sud Est de la France (CARSEF) en 1932. Le début de la Seconde Guerre mondiale en 1939 met un terme à ce projet[74].

### Projet de déclassement
- A344 : la traversée urbaine de Reims devrait être déclassée entre Thillois et Cormontreuil[75].